# 육군시험평가사령부
육군시험평가사령부(영어: Army Test and Evaluation Command (ATEC))는 미국 육군에서 이름 그대로 시험 및 평가 업무를 전담하고 있는 기능사령부로, 그것을 위한 실험장(영어: Proving ground)과 시험장(영어: Test Center)에서 미국군에 도입할려는 새로운, 혹은 개량된 기술을 갖가지 방법으로 평가한다. 육군부 직접보고부대로 지정되어 있다.
시험장의 유지보수는 시설관리사령부에서 담당한다.

## 역사
1998년 11월 18일에 육군참모차장이 개발 및 운용시험 단일화 안건을 승인함에 따라 이듬해 1999년 10월 1일에 운용시험평가사령부가 육군시험평가사령부로 개편되었다.

## 조직
- 소속 기관의 앰블럼
- 레드스톤 시험장 (RTC)
- 화이트샌즈 미사일 사격장 (WSTC), 2022년 이전
- 화이트샌즈 미사일 사격장 (WSTC), 2022년 이후
- 유마시험장 (YPG)
- 한냉지시험센터 (CRTC)
- 열대지역시험장 (TRTC)

- 육군평가원 (AEC)

소속 기관의 앰블럼
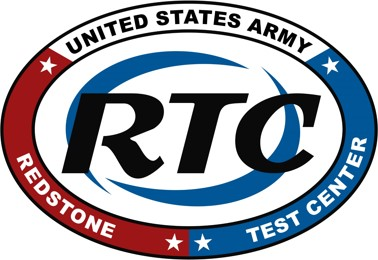
운용시험사령부 (OTC)
- 에버딘 시험장 (ATC)
- 더그웨이 시험장 (DPG) - 유타주 솔트레이크시티 남서쪽의 유타 시험훈련장
- 전자시험장 (EGP)
- 레드스톤 시험장 (RTC)
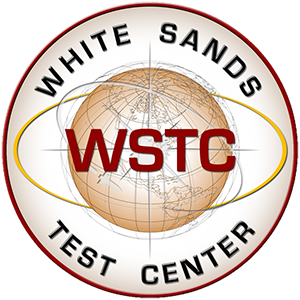
화이트 샌즈 미사일 사격장 - 화이트 샌즈 시험장 (WSTC)
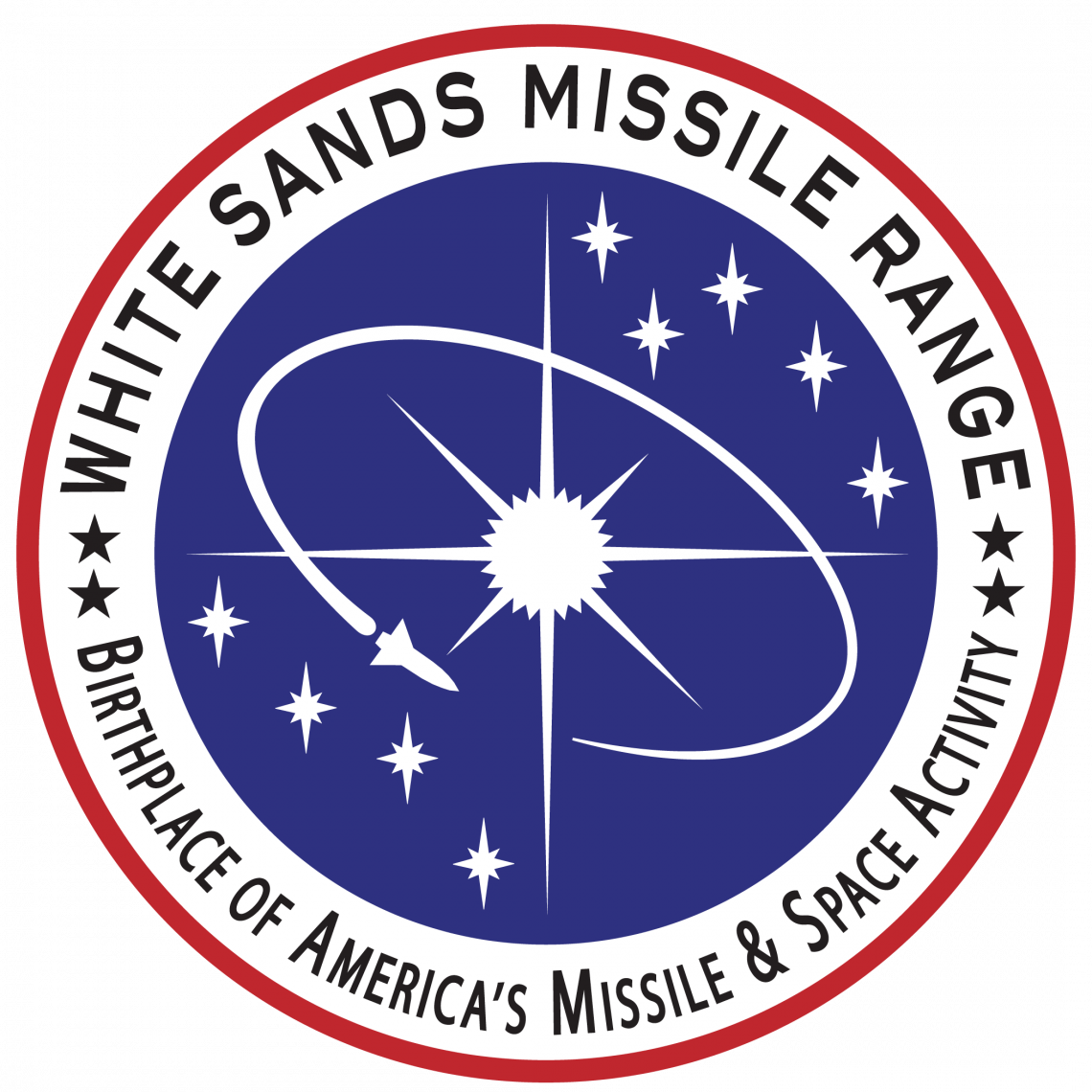
화이트샌즈 미사일 사격장 (WSTC), 2022년 이후
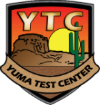
유마 실험장 (YPG)
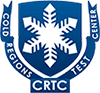
한냉지시험센터 (CRTC)
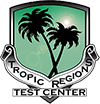
열대지역시험장 (TRTC)
  - 극지시험장(CRTC) -  포트 그릴리
  - 열대지역시험장 (TRTC)
  - 유마 시험장 (YTG)

### 육군평가원
육군평가원은 모든 육군 개발 운용평가 업무가 ATEC로 중앙집중되면서, 운용평가사령부(OEC)와 평가분석원(EAC)를 병합하여 육군평가원이 설립되었다.

### 운용시험사령부
운용시험사령부는(Operational Test Command (OTC))는 1969년 10월 1일, 지금도 제3(III)군단이 주둔하고 있는 포트 후드에 시작하였다. 이동 육군 센서 장비 시험, 평가 및 검토(영어: Mobile Army Sensor Systems Test, Evaluation and Review (MASSTER))의 계획을 위해 육군본토사령부 산하 조직으로 계획의 머리글자를 따서 MASSTER로 설립되었다.
시험평가사령부(TECOM), 개발시험사령부(DTC), 시험실험사령부(TEXCO)를 거쳐 운용시험사령부가 되었다.
- 포트 카바조스
  - 본부
  - 항공시험과
  - 시험기술과
  - 기동시험과
  - 기동지원 및 유지시험과 (Support and Sustainment)
  - 임무지휘시험과
- 포트 리버티: 공수 및 특수작전 시험과
- 포트 블리스: 방공포병시험과
- 포트 실: 화력시험과
- 포트 후아추카: 첩보전자전시험과

## 같이 보기
- 합동상호운용성시험사령부 (JITC)
- 미국 해군
  - 운용시험평가군
- 미국 공군
  - 공군 운용시험평가원
  - 공군 시험장
- 미국 해병대
  - 해병대 운용시험평가처
  - 해병대 시험부대

## 참고
1. ↑  “AEC History”. 《Army Evaluation Center》 (미국 영어). 2024년 6월 28일에 확인함.